# 张毅恭
张毅恭（1968年10月—），男，汉族，福建厦门人，1995年1月加入中国共产党，拥有福建农学院农学学士学历。中华人民共和国政治人物。

## 人物经历
张毅恭自福建农学院毕业后曾长期在厦门任职，2023年1月由中共厦门市委副书记调任泉州，出任中共泉州市委书记。2024年1月，兼任泉州市人大常委会主任。